# Paraphoma
Paraphoma is een geslacht van schimmels behorend tot de familie Phaeosphaeriaceae. De typesoort is Paraphoma radicina.

## Soorten
Volgens Index Fungorum telt het geslacht 14 soorten (peildatum april 2023):
| Soortnaam                  | Auteur(s)                             | Publicatiejaar |
| -------------------------- | ------------------------------------- | -------------- |
| Paraphoma aquatica         | Magaña-Dueñas, Stchigel & Cano-Lira   | 2021           |
| Paraphoma chlamydocopiosa  | Moslemi & P.W.J. Taylor               | 2017           |
| Paraphoma chrysanthemicola | (Hollós) Gruyter, Aveskamp & Verkley  | 2010           |
| Paraphoma convolvuli       | (Dearn. & House) Gomzhina & Gasich    | 2020           |
| Paraphoma dioscoreae       | Quaedvl., H.D. Shin, Verkley & Crous  | 2013           |
| Paraphoma fimeti           | (Brunaud) Gruyter, Aveskamp & Verkley | 2010           |
| Paraphoma ledniceana       | Spetik, Eichmeier & Berraf-Tebbal     | 2021           |
| Paraphoma melnikii         | Gomzhina & Gasich                     | 2020           |
| Paraphoma pye              | Moslemi & P.W.J. Taylor               | 2017           |
| Paraphoma radicina         | (McAlpine) Morgan-Jones & J.F. White  | 1983           |
| Paraphoma rhaphiolepidis   | Crous & Toome                         | 2017           |
| Paraphoma salicis          | Crous & Akulov                        | 2021           |
| Paraphoma variabilis       | Magaña-Dueñas, Cano-Lira & Stchigel   | 2021           |
| Paraphoma vinacea          | Moslemi & P.W.J. Taylor               | 2016           |